# Шандор Чоорі
Шандор Чоорі (угор. Csoóri Sándor; 3 лютого 1930, Замой, Феєр — 12 вересня 2016) — угорський поет, прозаїк, журналіст, кіносценарист, громадський діяч.

## Біографія
Народився в селянській родині. Навчався в реформатській школі. Вступив в Будапештський університет, через хворобу не довчився. Дебютував як поет в 1953. З початку 1960-х — один з лідерів інтелектуальної та політичної опозиції. Працював в кіно як сценарист, знятий в епізодичній ролі у фільмі Міклоша Янчо «Кантата» (1963). У другій половині 1980-х — серед керівників Угорського демократичного форуму. З 1988 активно працює в опозиційному журналі угор. Hitel («Віра»), з 1992 — його головний редактор. Відстоює права угорської меншини в різних країнах світу, в 1991—2000 очолював Всесвітній союз угорців.
Вірші Чоорі виходили книгами англійською та шведською мовами.

## Визнання
- Лауреат премії Аттіли Йожефа (1954, 1970);
- Лауреат премії Гердера (1981);
- Лауреат премії Лайоша Кошута (1990, 2012);
- Лауреат премії Балашші Балінт (2006).